# Pałac w Wądrożu Małym
Pałac w Wądrożu Małym (niem. Schloß Klein Wandriß) – zabytkowy pałac w Wądrożu Małym – wsi w Polsce, w województwie dolnośląskim, w powiecie jaworskim, w gminie Wądroże Wielkie, około 13 km na północny wschód od Jawora i ok. 21 km na południowy wschód od Legnicy.